# 斉藤和義 on USTREAM 『空に星が綺麗』
斉藤和義 on USTREAM 『空に星が綺麗』（さいとうかずよし オン ユーストリーム 『そらにほしがきれい』）は、動画サイトUstreamで2011年4月の毎週金曜日にSPEEDSTAR RECORDSのSpeedstarチャンネルが配信した斉藤和義の生中継ライブ。2011年3月11日の東北地方太平洋沖地震による東日本大震災のチャリティーライブとして発案された。斉藤は「なにかとモヤモヤムズムズするので歌います。しばし和んで頂ければ幸いです」とライブを紹介した。毎回東京都内のスタジオから中継。スタジオに募金箱が用意され、Ustream視聴者からも義援金を募っていた。義援金は制作会社ダブとTHE HUMAN BEATSを通じて被災地へ送られる。
第2回の放送は、「ずっと好きだった」の替え歌「ずっとウソだった」が一般に知られる発端になった2011年4月7日（日本標準時）のYouTubeの投稿があった翌日の放送となり、特に注目を浴びた。最終回スペシャルは多彩なゲストがノーギャラで参加した。
演奏曲のうちの10曲が、アルバム45 Stonesの初回限定版（Disc 2）に収録されている。

## 第1回
第1回は4月1日22:00開演。やや押して開始。斉藤によるとオーディション然とした環境のスタジオ。開始時に5000人超の同時視聴者数。5曲目で視聴者8000人超、原発をやめて欲しいとMCコメント。22:40頃終演。
1. 歩いて帰ろう
ボーカル: 斉藤和義、アコースティック・ギター: 斉藤和義
2. ハミングバード
ボーカル: 斉藤和義、アコースティック・ギター: 斉藤和義
3. ワッフルワンダフル
ボーカル: 斉藤和義、アコースティック・ギター: 斉藤和義
4. Are you ready?
ボーカル: 斉藤和義、アコースティック・ギター: 斉藤和義
5. 月影
ボーカル: 斉藤和義、アコースティック・ギター: 斉藤和義、ハーモニカ: 斉藤和義
6. 空に星が綺麗
ボーカル: 斉藤和義、アコースティック・ギター: 斉藤和義

## 第2回
第2回は4月8日20:00開演。やや押して開始。20:00の段階で視聴者10000人超。1曲目終了後15000人超。5曲目に20000人超。最終的に32000人超。11曲目から12曲目にかけてアクセスが集中して画面がフリーズした視聴者もいた。100sドラムスの玉田豊夢がゲスト参加。21:20頃終演。この日の演奏曲のうち、「春の夢」から「レノンの夢も」までの楽曲がアルバム45 Stonesの初回限定版（Disc 2）に収録されている。
1. 虹
ボーカル: 斉藤和義、アコースティック・ギター: 斉藤和義
2. 春の夢
ボーカル: 斉藤和義、アコースティック・ギター: 斉藤和義
3. 手をつなげば
ボーカル: 斉藤和義、アコースティック・ギター: 斉藤和義、ドラムス: 玉田豊夢
4. 赤いヒマワリ
ボーカル: 斉藤和義、アコースティック・ギター: 斉藤和義、ドラムス: 玉田豊夢
5. 古いラジカセ
ボーカル: 斉藤和義、アコースティック・ギター: 斉藤和義、ドラムス: 玉田豊夢
6. I Love Me
ボーカル: 斉藤和義、アコースティック・ギター: 斉藤和義、ドラムス: 玉田豊夢
7. Are you ready?
ボーカル: 斉藤和義、アコースティック・ギター: 斉藤和義、ドラムス: 玉田豊夢
8. レノンの夢も
ボーカル: 斉藤和義、アコースティック・ギター: 斉藤和義、ドラムス: 玉田豊夢
9. 映画監督
ボーカル: 斉藤和義、キーボード: 斉藤和義、ドラムス: 玉田豊夢
10. 桜
ボーカル: 斉藤和義、アコースティック・ギター: 斉藤和義、ドラムス: 玉田豊夢
11. ずっと好きだった / ずっとウソだった
ボーカル: 斉藤和義、アコースティック・ギター: 斉藤和義
12. 空に星が綺麗
ボーカル: 斉藤和義、アコースティック・ギター: 斉藤和義

## 第3回
第3回は4月15日20:00開演。開演10分前に配信開始の時点で2500人超、20:00丁度に視聴者5000人超、5曲目で10000人超、最終的に12000人超。スタジオ観覧客30名。斉藤は震災後、誰の曲を聴いても歌の意味が変わってきたと心境を語った。21:20頃終演。
1. 進めなまけもの
ボーカル: 斉藤和義、アコースティック・ギター: 斉藤和義
2. 透明の翼
ボーカル: 斉藤和義、アコースティック・ギター: 斉藤和義
3. アメリカ
ボーカル: 斉藤和義、アコースティック・ギター: 斉藤和義
4. アゲハ
ボーカル: 斉藤和義、アコースティック・ギター: 斉藤和義
5. 劇的な瞬間
ボーカル: 斉藤和義、アコースティック・ギター: 斉藤和義
6. 僕は他人
ボーカル: 斉藤和義、アコースティック・ギター: 斉藤和義
7. 愛に来て
ボーカル: 斉藤和義、アコースティック・ギター: 斉藤和義
8. 天国の月
ボーカル: 斉藤和義、アコースティック・ギター: 斉藤和義
9. Summer Days
ボーカル: 斉藤和義、アコースティック・ギター: 斉藤和義
10. 罪な奴
ボーカル: 斉藤和義、アコースティック・ギター: 斉藤和義
11. 社会生活不適合者
ボーカル: 斉藤和義、アコースティック・ギター: 斉藤和義
12. やわらかな日
ボーカル: 斉藤和義、アコースティック・ギター: 斉藤和義
13. 空に星が綺麗
ボーカル: 斉藤和義、アコースティック・ギター: 斉藤和義

## 第4回
第4回は4月22日20:00開演。開演5分前に配信開始時点で視聴者2500人超、20:00丁度に4000人超。最終的に9500人超。スタジオ観覧客あり。1stアルバムを収録したスタジオ使用。21:10頃終演。この日の演奏曲である、「Don't cry baby」がアルバム45 Stonesの初回限定版（Disc 2）に収録されている。
1. 僕の見たビートルズはTVの中
ボーカル: 斉藤和義、アコースティック・ギター: 斉藤和義、ハーモニカ: 斉藤和義
2. 涙が出ない
ボーカル: 斉藤和義、アコースティック・ギター: 斉藤和義、ハーモニカ: 斉藤和義
3. Small Stone
ボーカル: 斉藤和義、アコースティック・ギター: 斉藤和義、ハーモニカ: 斉藤和義
4. Don't cry baby
ボーカル: 斉藤和義、アコースティック・ギター: 斉藤和義
5. おつかれさまの国
ボーカル: 斉藤和義、アコースティック・ギター: 斉藤和義
6. 君の顔が好きだ
ボーカル: 斉藤和義、ピアノ: 斉藤和義
7. 愛の灯
ボーカル: 斉藤和義、ピアノ: 斉藤和義
8. アンコール
ボーカル: 斉藤和義、ピアノ: 斉藤和義
9. 嫌いになれない
ボーカル: 斉藤和義、アコースティック・ギター: 斉藤和義
10. 郷愁
ボーカル: 斉藤和義、アコースティック・ギター: 斉藤和義、ハーモニカ: 斉藤和義
11. 歌うたいのバラッド
ボーカル: 斉藤和義、アコースティック・ギター: 斉藤和義
12. 空に星が綺麗
ボーカル: 斉藤和義、アコースティック・ギター: 斉藤和義

## 第5回
第5回は「斉藤和義 on USTREAM 『空に星が綺麗』 最終回スペシャル」。4月29日20:00開演。ゲストは泉谷しげる、浦沢直樹（漫画家）、奥田民生、田島貴男（ORIGINAL LOVE）、仲井戸“CHABO”麗市（元RCサクセション）、中村達也（元BLANKEY JET CITY）、浜崎貴司（FLYING KIDS）。20:17頃の配信開始時点で視聴者11000人台、毎週のように使用されていた白い特大ロウソクが映され、20:21頃に白い特大ロウソクに加えて青い特大ロウソクが映される。20:31頃に斉藤の咳払いが聴こえた後、ハーモニカにアコースティック・ギターの斉藤が登場、この時点で視聴者14000人台。ゲストが代わる代わる登場し、19曲目「歩いて帰ろう」は斉藤と再登場の全ゲストが協演。「歩いて帰ろう」から20曲目「空に星が綺麗」にかけて視聴者20000人台。22:59頃に終演し、23:01頃に配信終了。
12曲目「ばかにすんなよ!」は中村達也（達っつぁん）とのセッション。今回のライブでの社会風刺的語りで斉藤は、福島第一原子力発電所事故の顛末について「ベクレルだとか。シーベルトだとか。汚染水だとか。大丈夫だとか。ばかにすんなよ」「役員の報酬を50%カットしただとか。ばかにすんなよ」と吐き捨て、震災後連日連夜TVで放送されるACジャパンのCMを引用し「ぽぽぽぽーん。ばかにすんなよ」で吹き出し、もし子どもが「ぽぽぽぽーん」と挨拶したら「（達っつぁんが）ブッ飛ばすよね。そうでもない?」と中村に話しかけながら「ぽぽぽぽーん」で締めた。
斉藤と泉谷しげるは15曲目「明日も今日の夢のつづきを」セッション後、東日本大震災について語り、震災がロックンロールを含めて電力消費について考えるチャンスであると泉谷が水を向けると斉藤は「いい分岐点にしないと」と返した。斉藤とCHABOは、17曲目「GIBSON」セッション後、エレキも欲しいとこぼした。
この日の演奏曲である、「空に星が綺麗」がアルバム45 Stonesの初回限定版（Disc 2）に収録されている。
1. 何処へ行こう
ボーカル: 斉藤和義、アコースティック・ギター: 斉藤和義、ハーモニカ: 斉藤和義
2. 男節
ボーカル: 斉藤和義、アコースティック・ギター: 斉藤和義、ハーモニカ: 斉藤和義
3. ハミングバード
ボーカル: 斉藤和義、アコースティック・ギター: 斉藤和義、ハーモニカ: 斉藤和義
4. オリオン通り
ボーカル: 斉藤和義&浜崎貴司、アコースティック・ギター: 斉藤和義&浜崎貴司
5. かえりみち（浜崎貴司の曲）
ボーカル: 浜崎貴司、バッキング・ボーカル: 斉藤和義、アコースティック・ギター: 斉藤和義&浜崎貴司
6. さよなら、ルビーチューズデー（田島貴男のローリング・ストーンズ「ルビー・チューズデイ」カバー曲）
日本語ボーカル: 田島貴男、日本語バッキング・ボーカル: 斉藤和義、アコースティック・ギター: 斉藤和義&浜崎貴司
7. 歌うたいのバラッド
ボーカル: 田島貴男、アコースティック・ギター: 斉藤和義&田島貴男
8. 息子（奥田民生の曲）
ボーカル: 奥田民生、バッキング・ボーカル: 斉藤和義、アコースティック・ギター: 斉藤和義&奥田民生
9. イージュー★ライダー（奥田民生の曲）
ボーカル: 奥田民生、バッキング・ボーカル: 斉藤和義、アコースティック・ギター: 斉藤和義&奥田民生
10. 黒塗りのセダン
ボーカル: 斉藤和義、バッキング・ボーカル: 中村達也、アコースティック・ギター: 斉藤和義、ドラムス: 中村達也
11. 僕の踵はなかなか減らない
ボーカル: 斉藤和義、アコースティック・ギター: 斉藤和義、ドラムス: 中村達也
12. バカにすんなよ!
ボーカル: 斉藤和義、アコースティック・ギター: 斉藤和義、ドラムス: 中村達也
13. 風に吹かれて（ボブ・ディランの曲）
日本語ボーカル: 斉藤和義&浦沢直樹、アコースティック・ギター: 斉藤和義&浦沢直樹、ハーモニカ: 浦沢直樹
14. Bob Lennon（漫画『20世紀少年』主人公ケンヂの曲）
ボーカル: 浦沢直樹、バッキング・ボーカル: 斉藤和義、アコースティック・ギター: 斉藤和義&浦沢直樹、ハーモニカ: 浦沢直樹
15. 明日も今日の夢のつづきを（泉谷しげるの曲）
ボーカル: 泉谷しげる、アコースティック・ギター: 斉藤和義&泉谷しげる
16. 春夏秋冬（泉谷しげるの曲）
ボーカル: 斉藤和義&泉谷しげる、アコースティック・ギター: 斉藤和義&泉谷しげる
17. GIBSON (CHABO'S BLUES) （仲井戸“CHABO”麗市の曲）
ボーカル: 斉藤和義&仲井戸“CHABO”麗市、アコースティック・ギター: 斉藤和義&仲井戸“CHABO”麗市
18. ティーンエイジャー（仲井戸“CHABO”麗市の曲）
ボーカル: 斉藤和義&仲井戸“CHABO”麗市、アコースティック・ギター: 斉藤和義&仲井戸“CHABO”麗市
19. 歩いて帰ろう
ボーカル: 斉藤和義&泉谷しげる・浦沢直樹・奥田民生・田島貴男・仲井戸“CHABO”麗市、中村達也、浜崎貴司、アコースティック・ギター: 斉藤和義&泉谷しげる・浦沢直樹・奥田民生・田島貴男・仲井戸“CHABO”麗市・浜崎貴司、ドラムス: 中村達也
20. 空に星が綺麗
ボーカル: 斉藤和義、アコースティック・ギター: 斉藤和義